# ヤシク
ヤシク(夜食/야식、Yasik)は、大韓民国で深夜にスナックを食べる文化である。
最も好まれるのはインスタントラーメンで、キムチ、鶏肉や牛肉（チメク）、チョクパル、ボッサム、トッポッキ、サンデー、石焼き芋、あんまん 等とともに食べる。キムパプ等も良く食べられる。また、かつてはメミルムクやカレトックも広く食べられた 。
1980年代に韓国に持ち込まれたフライドチキンやピザも夜間に好んで食べられる。特にフライドチキンは大きな市場を持ち、鶏肉の専門店は常に新しいソースを産み出し続け、またブランドの販促に様々な韓流スターを起用している。もちろん、深夜の鶏肉は、冷たいドラフトビールと一緒に食べられる。